# Pendulum Cove
Die Pendulum Cove (englisch für Pendelbucht, spanisch Caleta Péndulo) ist eine Bucht von Deception Island im Archipel der Südlichen Shetlandinseln. Sie liegt auf der Nordostseite des Port Foster.
Ihr Name leitet sich von den Pendelmessungen ab, die der britische Seefahrer Henry Foster hier im Zuge der Forschungsfahrt mit der HMS Chanticleer (1827–1831) vorgenommen hatte.

## Weblinks

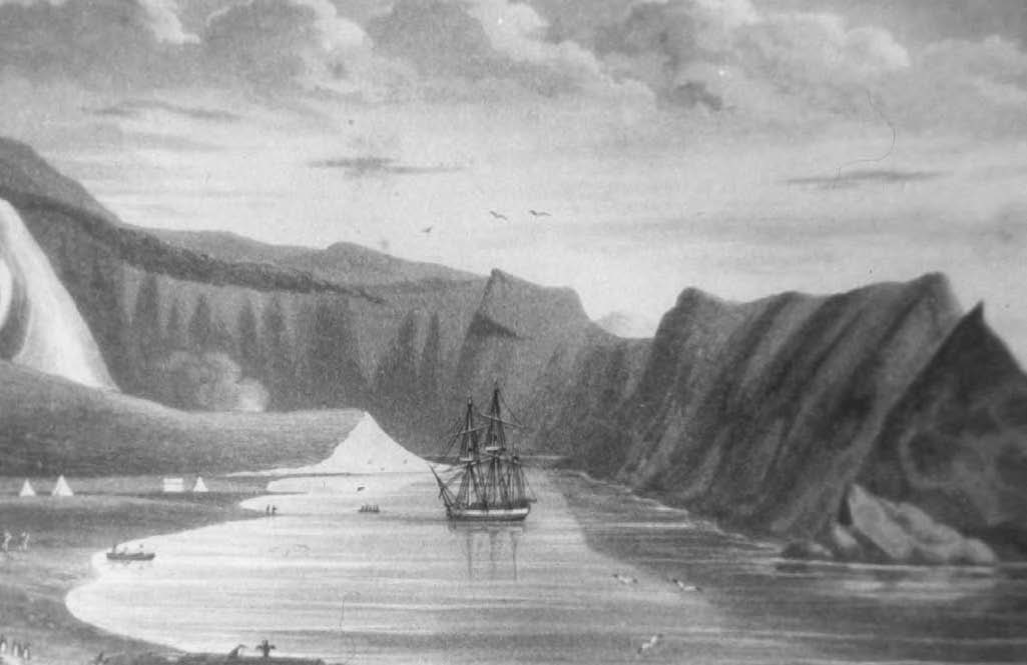
Pendulum Cove (William Henry Bayley Webster, 1834)